# Charles MacIver
Charles MacIver (Liverpool, 28 de noviembre de 1866-Menai Bridge, 21 de diciembre de 1935) fue un deportista británico que compitió en vela en la clase 12 Metre. Fue padre del también regatista Cecil MacIver.
Participó en los Juegos Olímpicos de Londres 1908, obteniendo una medalla de plata en la clase 12 Metre.

## Palmarés internacional
| Juegos Olímpicos | Juegos Olímpicos      | Juegos Olímpicos | Juegos Olímpicos |
| Año              | Lugar                 | Medalla          | Clase            |
| ---------------- | --------------------- | ---------------- | ---------------- |
| 1908             | Londres (Reino Unido) | Medalla de plata | 12 Metre         |